# Judit Polgár
Judit Polgár (født 23. juli 1976) er en ungarsk skakspiller.
Judit Polgar er blevet kaldt det største vidunderbarn i skakkens historie.

## Skakkarriere
Hendes første virkelig store præstation i hendes skakkarriere var Skakolympiaden 1988 i Thessaloniki. Hun stillede som 12-årig op i kvinderækken. Hendes søstre Susan og Sofia var også på holdet. Holdet vandt guld, og Judit scorerede 12,5 af 13 mulige point og opnåede en præstationsrating på 2694.
I januar 1989 kom hun stadig som 12-årig som den første kvinde i 25 år i skakken top-100 på som nummer 57. Hun forlod aldrig igen top-100 i sin aktive karriere som stoppede i 2014.
Hun blev udnævnt til stormester i 1991, til da den yngste gennem tiderne (15 år 150 dage), en rekord Bobby Fischer indtil da havde holdt i 32 år.
I januar 1996 kom hun som den første (og pr. 2014 eneste) kvinde nogensinde i skakken top-10.
Hun blev den første kvinde som slog en regerende verdensmester i konkurrenceskak med standardtidskontrol (i modsætning til lyn- og hurtigskak) da hun vandt over Garry Kasparov i Rusland mod Resten af verden-matchen i 2002, som Resten af verden vandt 52-48.
Hun var i 2005 en af otte spillere som deltog i turneringen om verdensmesterskabet, hvor hun endte på sidstepladsen.
Hendes aktivitetsniveau faldt betydeligt i hendes sidste aktive år som skakspiller, men i Europamesterskabet 2011 med 167 deltagende stormestre opnåede hun en delt førsteplads med tre andre spillere. Efter korrektion blev det til bronze efter Vladimir Potkin og Radoslaw Wojtaszek.
Også hendes ældre søstre Susan Polgar (f. 1969) og Sofia Polgar (f. 1974) hæver sig blandt mandlige spillere. Susan (tidl. Zsuzsa) er stormester (fra 1991) og den næsthøjest rangerede kvinde efter sin søster Judit. Hun var verdensmester for kvinder 1996-99. Sofia er international mester.

## Karrierestop
Judit Polgar annoncerede ved Skakolympiaden 2014 i Tromsø at hun stopper sin skakkarriere. Hun sluttede af med sammen med det ungarske hold at vinde sin anden sølvmedalje i åben række. Første gang hun vandt sølv med det ungarske hold i åben række var ved Skakolympiaden 2002 i Bled.